# Bījār (ort i Iran)
Bījār (persiska: بيجار) är en ort i Iran.   Den ligger i provinsen Kurdistan, i den nordvästra delen av landet, 300 km väster om huvudstaden Teheran. Bījār ligger 1 929 meter över havet och antalet invånare är 53 871.
Terrängen runt Bījār är varierad.Runt Bījār är det ganska glesbefolkat, med 23 invånare per kvadratkilometer. Bījār är det största samhället i trakten. Trakten runt Bījār består i huvudsak av gräsmarker.